# Mario Emmanuelle Durazzo
Mario Emmanuelle Durazzo, né en 1639 et mort en 1707, est un prélat catholique de Corse génoise, évêque d'Aléria puis d'Accia et Mariana.

## Biographie
Mario Emmanuelle Durazzo est né en 1639.
Il est nommé évêque d'Aléria le 25 juin 1674 et reçoit la consécration épiscopale le 1er juillet 1674 des mains de Camillo Massimi, cardinal-prêtre de Saint-Eusèbe.
Le 19 mai 1704, il est nommé évêque d'Accia et Mariana.
Il meurt en 1707.